# Episodi di Saranno famosi (seconda stagione)
Questa voce contiene trame, dettagli e crediti dei registi e degli sceneggiatori della seconda stagione della serie televisiva Saranno famosi
Negli Stati Uniti, la serie fu trasmessa dalla NBC dal 30 settembre 1982 al 7 aprile 1983. In Italia, questa stagione andò in onda per la prima volta su Raidue durante la stagione televisiva 1983/1984.
| nº | Titolo originale                | Titolo italiano                                    | Prima TV USA      | Prima TV Italia  |
| -- | ------------------------------- | -------------------------------------------------- | ----------------- | ---------------- |
| 1  | And the Winner Is…              | E il vincitore è...                                | 30 settembre 1982 | 17 novembre 1983 |
| 2  | Your Own Song                   | La tua canzone                                     | 7 ottobre 1982    | 24 novembre 1983 |
| 3  | Feelings                        | Sentimenti                                         | 14 ottobre 1982   | 1º dicembre 1983 |
| 4  | Class Act                       | Un numero di classe                                | 21 ottobre 1982   | 8 dicembre 1983  |
| 5  | Teachers                        | Insegnanti                                         | 28 ottobre 1982   | 15 dicembre 1983 |
| 6  | Beginnings                      | Primi passi                                        | 4 novembre 1982   | 22 dicembre 1983 |
| 7  | Solo Song                       | Un assolo                                          | 11 novembre 1982  | 29 dicembre 1983 |
| 8  | Winners                         | Vincitori                                          | 18 novembre 1982  | 19 gennaio 1984  |
| 9  | Words                           | Parole                                             | 25 novembre 1982  | 12 gennaio 1984  |
| 10 | Childhood's End                 | La fine dell'infanzia                              | 2 dicembre 1982   | 23 febbraio 1984 |
| 11 | Homecoming                      | Ritorno a casa                                     | 9 dicembre 1982   | 2 febbraio 1984  |
| 12 | A Tough Act to Follow           | Un personaggio duro da seguire                     | 16 dicembre 1982  | 9 febbraio 1984  |
| 13 | Relationships                   | Rapporti                                           | 6 gennaio 1983    | 16 febbraio 1984 |
| 14 | Star Quality                    | Una stella di qualità                              | 13 gennaio 1983   | 1º marzo 1984    |
| 15 | Sunshine Again                  | Di nuovo il sole                                   | 20 gennaio 1983   | 8 marzo 1984     |
| 16 | Love Is the Question            | Il problema è l'amore                              | 27 gennaio 1983   | 15 marzo 1984    |
| 17 | Blood, Sweat and Circuits...    | Sangue, sudore e circuiti                          | 12 febbraio 1983  | 19 aprile 1984   |
| 18 | Friendship Day                  | Il giorno dell'amicizia                            | 17 febbraio 1983  | 29 marzo 1984    |
| 19 | Not in Kansas Anymore           | Non più in Kansas                                  | 24 febbraio 1983  | 5 aprile 1984    |
| 20 | The Kids from "Fame" in Concert | "Saranno famosi" in Concerto - Live in Inghilterra | 3 marzo 1983      |                  |
| 21 | ...Help From My Friends         | Un aiuto dagli amici                               | 10 marzo 1983     | 17 maggio 1984   |
| 22 | Ending on a High Note           | Finendo sulla nota alta                            | 31 marzo 1983     | 3 maggio 1984    |
| 23 | U.N. Week                       | Settimana dell'ONU                                 | 7 aprile 1983     | 10 maggio 1984   |